# Средня Вас-у-Бохіню
Средня Вас-у-Бохіню (словен. Srednja Vas v Bohinju) — поселення в общині Бохінь, Горенський регіон, Словенія. Висота над рівнем моря: 593,8 м.